# ألبرت ناتساكانيان
ألبرت ناتساكانيان (بالأرمنية: Ալբերտ Մնացականյան)‏ (بالروسية: Мнацаканян, Альберт Грачяевич)‏ هو لاعب كرة قدم روسي وأرميني، ولد في 9 سبتمبر 1999 في فاغارشابات في أرمينيا.

## وصلات خارجية
- ألبرت ناتساكانيان على موقع قاعدة بيانات كرة القدم.إي يو (الإنجليزية)
- ألبرت ناتساكانيان على موقع Soccerway.com (الإنجليزية)